# Ta známá Bettie Page
Ta známá Bettie Page, v anglickém originále The Notorious Bettie Page, je americký životopisný film, který natočila kanadská režisérka Mary Harronová. Premiéru měl v září 2005 na Torontském mezinárodním filmovém festivalu. Pojednává o americké modelce Bettie Page, kterou ve filmu hraje Gretchen Mol.

## Obsazení
| Gretchen Mol      | Bettie Page     |
| Molly Moore       | malá Bettie     |
| Ann Dowd          | Edna Page       |
| Chris Bauer       | Irving Klaw     |
| Lili Taylorová    | Paula Klaw      |
| Jared Harris      | John Willie     |
| Cara Seymour      | Maxie Lee       |
| Sarah Paulsonová  | Bunny Yeager    |
| David Strathairn  | Estes Kefauver  |
| Austin Pendleton  | Herbert Berghof |
| Norman Reedus     | Billy Neal      |
| Dallas Roberts    | Scotty          |
| Tara Subkoff      | June            |
| Benjamin Walker   | Jim             |
| Michael Gaston    | pan Gaughan     |
| Peter McRobbie    | Gangel          |
| Jonathan Woodward | Marvin          |
| John Boyd         | Jack            |
| Max Casella       | Howie           |
| Jack Gilpin       | Roy Page        |
| Aaron Lazar       | Jake            |
| Edmund Lyndeck    | otec Egan       |
| Alejandro Chabán  | Armand          |
| Kevin Carroll     | Jerry Tibbs     |
| Dan Snook         | pan Grimm       |
| Alicia Sable      | Goldie Page     |